# Zaštićena krstarica
Zaštićena krstarica je naziv za vrstu krstarice koja se razvila krajem XIX. stoljeća, i koja se od dotadašnjih krstarica razlikovala po oklopu kojim su se štitili topovi, odnosno brodski stroj. 
Trup i ostali dijelovi broda nisu bili obloženi oklopom. 
Zaštićene krstarice su vrlo brzo inferiornima učinili oklopni krstaši, a početkom 20. stoljeća je razvoj metalurgije doveo do jeftinijeg oklopa i stvaranja tzv. lakih oklopnih krstaša, danas poznatih kao lake krstarice.
Najpoznatija zaštićena krstarica u povijesti je ruska Aurora, čiji su pucnjevi označili početak Oktobarske revolucije.